# Марокко на літніх Олімпійських іграх 1972
Марокко брала участь в Літніх Олімпійських іграх 1972 року в Мюнхені (Західна Німеччина) вчетверте за свою історію і не завоювала жодної медалі. Збірну країни представляли 35 спортсменів (33 чоловіки і 2 жінки):
- 3 боксери
- 3 борці
- 3 дзюдоїсти
- 8 легкоатлетів (6 чоловіків і 2 жінки)
- 18 футболістів